# 사나노차주
사나노차주(斯那奴次酒) 혹은 과야차주(科野次酒, ?~?)는 시덕, 덕솔 등을 역임한 왜계백제관료이다.

## 생애
544년, 시덕인 마무(馬武), 고분옥(高分屋)과 함께 가야에 사신으로서 찾아갔으며 545년 5월에는 나솔인 기릉(其㥄), 용기다(用奇多)와 왜에, 553년 한솔의 예새돈(禮塞敦) 등과 원군을 요청하기 위해 다시 한 번 왜에 사신으로 갔다.